# Gerard Butler
Gerard James Butler (Paisley, Escocia, 13 de noviembre de 1969) es un actor de cine y televisión y productor británico.
Después de estudiar Derecho, se dedicó a la actuación a mediados de la década de 1990 con pequeños papeles en producciones fílmicas. Debutó en el cine con Mrs. Brown (1997), seguida de la película de James Bond El mañana nunca muere (1997). En 2000, interpretó a Drácula en la película de terror Dracula 2000 con Christopher Plummer y Jonny Lee Miller. Al año siguiente, interpretó a Atila, rey de los hunos, en la miniserie Attila (2001). Fue elegido como el papel de Erik, El fantasma, en la adaptación de la película de Joel Schumacher, el musical El fantasma de la ópera (2004) junto a Emmy Rossum.  Satellite. En 2007, Butler ganó el reconocimiento por su interpretación del rey Leónidas en la película de guerra de fantasía de Zack Snyder 300. Ese papel le valió nominaciones para un Premio Empire al Mejor Actor y un Premio Saturn al mejor actor y una victoria para el Premio MTV a la Mejor pelea. Repetiría papel en un flashback en la película 300: Rise of an Empire

## Biografía
Nació en Paisley (Renfrewshire, Escocia), el más joven de tres hermanos. es hijo de  Margaret y Edward Butler, corredor de apuestas Su familia es católica de origen irlandés. Se trasladaron a Montreal (Canadá) cuando tenía seis meses de edad, pero su madre volvió a Escocia con él cuando el matrimonio se rompió y él tenía 18 meses.
No vio a su padre desde que tenía 18 meses hasta los 16 años de edad, cuando Edward Butler fue en su búsqueda. Tras ello, ya no se separaron hasta que Butler tenía 22 años y su padre fue diagnosticado de cáncer y murió. Butler estudió en la St Mirin's & St Margaret's High School de Paisley, asistió al Teatro Juvenil de Escocia de adolescente y sacó buenas notas para estudiar Derecho en la Universidad de Glasgow. Cantó en una banda de rock llamada Speed.
Durante su época de estudiante en la Universidad de Glasgow, fue presidente de la sociedad de derecho de la universidad. Antes de su último curso, se tomó un año sabático para vivir en Venice Beach (California), donde trabajó en diferentes puestos y viajó a menudo, según él, bebiendo en exceso. Tras su año sabático, volvió a Escocia para terminar su carrera en la escuela de derecho.
En octubre de 2017 sufrió un accidente de moto. 

## Trayectoria profesional

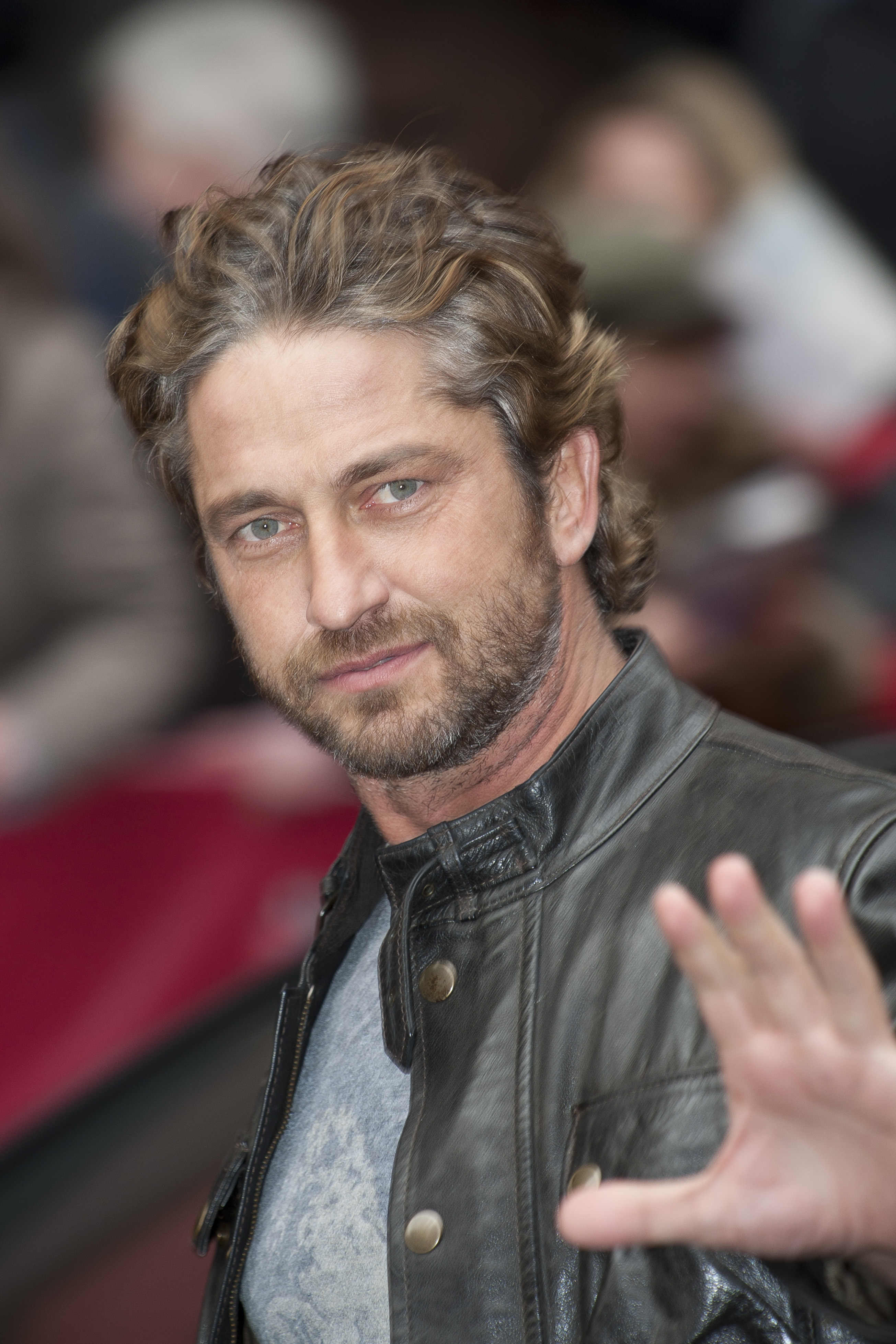
Durante el Festival Internacional de Cine de Berlín, 2011.

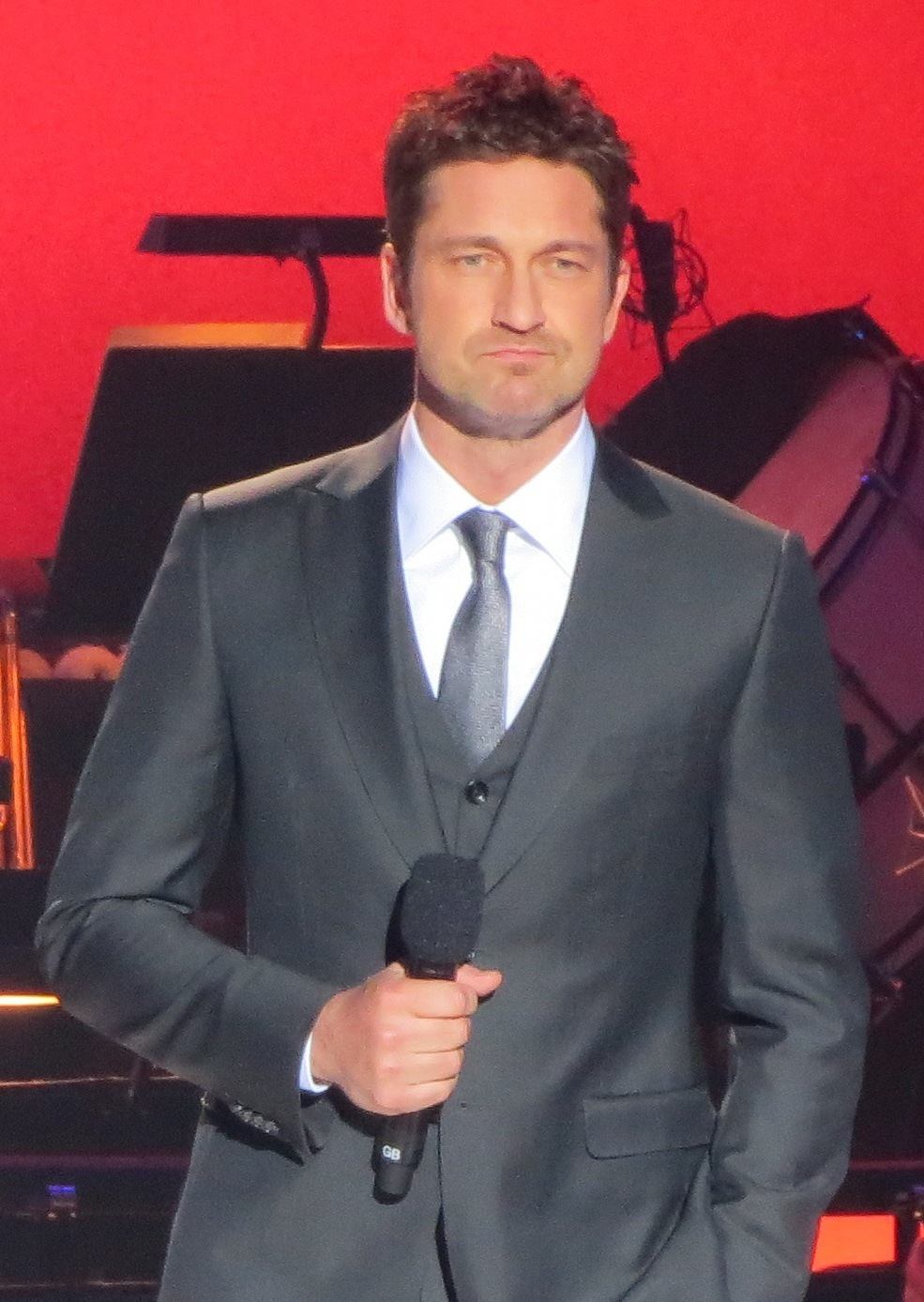
Gerard Butler en el concierto del Premio Nobel de la Paz en Oslo, Noruega, en diciembre de 2012

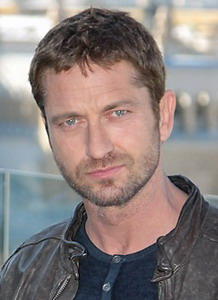
Butler en marzo de 2013.

Después de estudiar Derecho en la Universidad de Glasgow, actuar en grupos de teatro amateur y trabajar durante un breve tiempo como abogado, Butler viaja a Londres para iniciar su trayectoria como intérprete en la escena teatral de la capital británica, actúa en la obra teatral Coriolanus, después de ser descubierto por el actor Stephen Berkoff y con posterioridad, triunfa con la adaptación teatral de Trainspotting. 
Debutó en la gran pantalla cinematográfica al lado de Judi Dench en Su majestad, Mrs. Brown (1997), título dirigido por John Madden. En el transcurso del rodaje de esta película, salvó a un chico de morir ahogado mientras disfrutaba de un pícnic con su madre cerca del río Tay, en Escocia. Butler escuchó los gritos del niño que había estado nadando con un amigo, por lo que saltó al río y le salvó la vida. Por ello recibió un "Certificado de Valor" de la Royal Humane Society. Intervino en la película de James Bond El mañana nunca muere, y tras ello, fue por primera vez el personaje principal de una película, en Dracula 2001 (2000), producida por Wes Craven y dirigida por Patrick Lussier, en la que encarnaba al famoso vampiro, logrando apuntalar su presencia como intérprete en Hollywood. En ese período, su nombre fue firme candidato como sustituto de Pierce Brosnan para el papel de agente 007. Posteriormente apareció en Tomb Raider: La cuna de la vida (2003), en la que actuó junto con Angelina Jolie. 
Protagonizó la miniserie de dos capítulos para la televisión estadounidense que le dio la fama, como Atila en Atila, rey de los hunos (2001). Tras ella apareció en otra miniserie televisiva del Reino Unido, titulada The Jury. Empezó a recibir lecciones formales de canto para aspirar a participar en la adaptación para el cine del musical El fantasma de la ópera de Andrew Lloyd Webber, que acabaría protagonizando junto con Emmy Rossum, a la que desde entonces ve como una hermana menor. Para el papel, entrenó su voz varias horas al día, desde el mes de enero de 2003 hasta mes de junio de 2004 para interpretar a Erick, el fantasma. 
Se dio a conocer al gran público como el rey Leónidas de la película 300 (2007), dirigida por Zack Snyder. Ya mundialmente conocido y con gran reputación, dio vida a Gerry Kennedy en el drama romántico Posdata: te quiero (2007). En el drama Chantaje (2007) fue el marido de Maria Bello, en cuyo film ambos sufrían el secuestro de su hija a manos de Pierce Brosnan. Interpretó a One Two en RocknRolla (2008) dirigida por Guy Ritchie, interpretando a un delincuente con ansias de medrar en el negocio inmobiliario; a Jack Rusoe, padre de Abigail Breslin en la película La isla de Nim (2008), junto a Jodie Foster.
Recibió el papel protagonista de Kable en Gamer (2009), película de acción basada en un videojuego de realidad virtual; y en el thriller Un ciudadano ejemplar (2009 como un padre de familia que jura venganza tras haber perdido a su mujer y a su hija en un asesinato. También coprotagonizó la película La cruda realidad junto a Katherine Heigl.
En la década de 2010 intervino en el papel protagonista junto con Jennifer Aniston en la película Exposados (2010), dio su voz para un personaje de animación de la película Cómo entrenar a tu dragón (2010); interpretó a Tulo Aufidio de Shakespeare en la película Coriolanus (2011), la ópera prima como director de Ralph Fiennes; da vida a un ex-traficante de drogas Soldado de Dios (2011); da vida al legendario surfista Frosty Hesson en la película Persiguiendo Mavericks (2012); y apareció en las películas Jugando por amor (2012); Movie 43 (2013) y Ataque a la Casa Blanca (2013). Hizo del dios egipcio Seth en la película Dioses de Egipto (2016) e intentó salvar el mundo en Geostorm (2017).

## Filmografía completa

### Actor

#### Cine
| Año  | Título original                                 | Título en español                                    | Rol                               | Director                     | Ref.          |
| ---- | ----------------------------------------------- | ---------------------------------------------------- | --------------------------------- | ---------------------------- | ------------- |
| 1997 | Mrs. Brown                                      | Su majestad, Mrs. Brown                              | Archie Brown                      | John Madden                  | [ 13 ]        |
| 1997 | Tomorrow Never Dies                             | 007: El mañana nunca muere                           | Líder marinero                    | Roger Spottiswoode           | [ 14 ]        |
| 1998 | Tale of the Mummy                               | La sombra del faraón                                 | Burke                             | Russell Mulcahy              | [ 15 ]        |
| 1998 | Fast Food                                       | Fast Food                                            | Jacko                             | Stewart Sugg                 |               |
| 1999 | One More Kiss                                   | One More Kiss                                        | Sam                               | Vadim Jean                   |               |
| 1999 | The Cherry Orchard                              | El jardín de los cerezos                             | Yasha                             | Michael Cacoyannis           |               |
| 2000 | Dracula 2000                                    | Drácula 2000                                         | Conde Drácula / Judas Iscariote   | Patrick Lussier John Musker  | [ 16 ]        |
| 2000 | Jewel of the Sahara (Cortometraje)              | Jewel of the Sahara                                  | Capitán Charles Belamy (Voz)      | Ariel Vromen                 |               |
| 2001 | Harrison's Flowers                              | Las flores de Harrison                               | Chris Kumac                       | Élie Chouraqui               |               |
| 2001 | Please! (Cortometraje)                          | Please!                                              | Peter                             | Paul Black                   |               |
| 2002 | Shooters                                        | Los tiradores                                        | Jackie Junior                     | Glenn Durfor                 |               |
| 2002 | Reign of Fire                                   | El imperio del fuego                                 | Creedy                            | Rob Bowman                   |               |
| 2003 | Lara Croft Tomb Raider: The Cradle of Life      | Lara Croft Tomb Raider: La cuna de la vida           | Terry Sheridan                    | Jan de Bont                  |               |
| 2003 | Timeline                                        | Rescate en el tiempo                                 | André Marek                       | Richard Donner               |               |
| 2004 | Phantom of the Opera                            | El Fantasma de la Ópera                              | Erick, el fantasma                | Joel Schumacher              |               |
| 2004 | Dear Frankie                                    | Mi querido Frankie                                   | El desconocido                    | Shona Auerbach               |               |
| 2005 | The Game of Their Lives                         | El partido de sus vidas                              | Frank Borghi                      | David Anspaugh               |               |
| 2005 | Beowulf & Grendel                               | Beowulf & Grendel                                    | Beowulf                           | Sturla Gunnarsson            |               |
| 2007 | 300                                             | 300                                                  | Rey espartano Leónidas            | Zack Snyder                  |               |
| 2007 | Butterfly on a Wheel                            | Chantaje                                             | Neil Randall                      | Mike Barker                  |               |
| 2007 | P.S. I Love You                                 | Posdata: te quiero                                   | Gerry Kennedy                     | Richard LaGravenese          |               |
| 2008 | Nim's Island                                    | La isla de Nim                                       | Jack Rusoe / Alex Rover           | Jennifer Flackett Mark Levin |               |
| 2008 | RocknRolla                                      | RocknRolla                                           | Uno Dos                           | Guy Ritchie                  |               |
| 2009 | The Ugly Truth                                  | La cruda realidad                                    | Mike Chadway                      | Robert Luketic               |               |
| 2009 | Watchmen                                        | Watchmen                                             | El capitán (Voz)                  | Zack Snyder                  |               |
| 2009 | Gamer                                           | Gamer                                                | Kable / John Tillman              | Brian Taylor Mark Neveldine  |               |
| 2009 | Law Abiding Citizen                             | Un ciudadano ejemplar                                | Clyde Shelton                     | F. Gary Gray                 |               |
| 2010 | The Bounty Hunter                               | Exposados                                            | Milo Boyd                         | Andy Tennant                 |               |
| 2010 | How to Train Your Dragon                        | Cómo entrenar a tu dragón                            | Estoico el Vasto (Voz)            | Chris Sanders Dean DeBlois   |               |
| 2010 | Legend of the Boneknapper Dragon (Cortometraje) | La leyenda del dragón Rompehuesos (Cortometraje)     | Estoico el Vasto (Voz)            | John Puglisi                 |               |
| 2011 | Dragons: Gift of the Night Fury (Cortometraje)  | Dragones: El regalo de Furia Nocturna (Cortometraje) | Estoico el Vasto (Voz)            | Tom Owens                    |               |
| 2011 | Coriolanus                                      | Coriolano                                            | Tullus Aufidius                   | Ralph Fiennes                |               |
| 2011 | Na Nai'a Legend of the Dolphins (Documental 3D) | Na Nai'a Legend of the Dolphins                      | Narrador                          | Jonathan Kay                 | [ 17 ]        |
| 2011 | Machine Gun Preacher                            | Soldado de Dios                                      | Sam Childers                      | Marc Forster                 |               |
| 2012 | Chasing Mavericks                               | Persiguiendo Mavericks                               | Frosty Hesson                     | Curtis Hanson                |               |
| 2012 | Playing for Keeps                               | Jugando por amor                                     | George Dryer                      | Gabriele Muccino             |               |
| 2013 | Movie 43 (Segmento "Happy Birthday")            | Movie 43                                             | Leprechaun 1 y 2                  | Brett Ratner                 |               |
| 2013 | Olympus Has Fallen                              | Ataque a la Casa Blanca                              | Mike Banning                      | Antoine Fuqua                |               |
| 2014 | How to Train Your Dragon 2                      | Cómo entrenar a tu dragón 2                          | Estoico el Vasto (Voz)            | Dean DeBlois                 | [ 18 ]        |
| 2014 | 300: Rise of an Empire                          | 300: El origen de un Imperio                         | Rey espartano Leónidas            | Noam Murro                   |               |
| 2015 | The Peanuts Movie                               | Carlitos y Snoopy: La película de Peanuts            | Truck Driver Man (Voz)            | Steve Martino                |               |
| 2016 | London Has Fallen                               | Londres Bajo Fuego                                   | Mike Banning                      | Babak Najafi                 |               |
| 2016 | Gods of Egypt                                   | Dioses de Egipto                                     | Set, Dios egipcio de la oscuridad | Alex Proyas                  |               |
| 2016 | A Family Man                                    | Hombre de familia                                    | Dane Jensen                       | Mark Williams                |               |
| 2017 | Geostorm                                        | Geostorm                                             | Jake                              | Dean Devlin                  |               |
| 2018 | Den of Thieves                                  | Juego de ladrones. El atraco perfecto                | Nick O'Brien                      | Christian Gudegast           |               |
| 2018 | Hunter Killer                                   | Hunter Killer. Caza en las profundidades             | Comandante Joe Glass              | Donovan Marsh                | [ 19 ]        |
| 2018 | The Vanishing                                   | Keepers, el misterio del faro                        | James Ducat                       | Kristoffer Nyholm            |               |
| 2019 | How to Train Your Dragon: The Hidden World      | Cómo entrenar a tu dragón 3                          | Estoico el Vasto (Voz)            | Dean DeBlois                 | [ 20 ]        |
| 2019 | Angel Has Fallen                                | Presidente bajo fuego                                | Mike Banning                      | Ric Roman Waugh              | [ 21 ]        |
| 2020 | Greenland                                       | Greenland: El Último Refugio                         | John Garrity                      | Ric Roman Waugh              | [ 22 ]        |
| 2021 | Copshop                                         | Juego de asesinos                                    | Bob Viddick                       | Joe Carnahan                 | [ 23 ]        |
| 2022 | Last Seen Alive                                 | Desaparecida sin rastro                              | Will Spann                        | Brian Goodman                | [ 24 ]        |
| 2023 | Plane                                           | El Piloto                                            | Brodie Torrance                   | Jean-François Richet         | [ 25 ]        |
| 2023 | Kandahar                                        | Escape bajo fuego                                    | Tom Harris                        | Ric Roman Waugh              | [ 26 ] [ 27 ] |
| 2025 | Den of Thieves 2: Pantera                       | Juego de ladrones; Pantera                           | Nick O'Brien                      | Christian Gudegast           | [ 28 ]        |
| 2025 | Naya: Legend of the Golden Dolphin              | Naya: Legend of the Golden Dolphin                   | King Kula                         | Jonathon Kay                 | [ 29 ]        |
| 2025 | How to Train Your Dragon                        | Cómo entrenar a tu dragón                            | Estoico el Vasto                  | Dean DeBlois                 | [ 30 ]        |
| 2025 | Greenland: Migration                            | Greenland: Migración                                 | John Garrity                      | Ric Roman Waugh              | [ 31 ]        |
| 2025 | All-Star Weekend                                | All-Star Weekend                                     |                                   | Jamie Foxx                   | [ 32 ] [ 33 ] |
| 2026 | In the Hand of Dante                            |                                                      |                                   | Julian Schnabel              | [ 34 ]        |

#### Series y telefilmes
| Año  | Título original                                  | Rol                     | Notas                                         | Ref.   |
| ---- | ------------------------------------------------ | ----------------------- | --------------------------------------------- | ------ |
| 1998 | The Young Person's Guide to Becoming a Rock Star | Marty Claymore          | Serie de televisión (6 episodios)             | [ 35 ] |
| 1998 | Little White Lies Parte 1                        | Peter                   | Película para TV                              | [ 36 ] |
| 1998 | Little White Lies Parte 2                        | Peter                   | Película para TV                              | [ 37 ] |
| 1999 | Lucy Sullivan Is Getting Married                 | Gus                     | Serie de televisión (14 episodios)            | [ 35 ] |
| 2001 | An Unsuitable Job for a Woman                    | Tim Bolton              | Serie de televisión (Episodio: "Playing God") | [ 38 ] |
| 2001 | Attila                                           | Atila, rey de los hunos | Miniseries TV                                 | [ 39 ] |
| 2002 | The Jury                                         | Johnnie Donne           | Miniseries TV (6 episodios)                   | [ 40 ] |
| 2009 | Saturday Night Live                              | Varios                  | Programa                                      | [ 41 ] |
| 2016 | Galaxy World of Alisa                            | Selge (Voz)             | Serie                                         |        |

### Productor
| 2006               | Wrath of Gods           | Coproductor         |  |  |  |
| 2009               | Law Abiding Citizen     | Productor           |  |  |  |
| 2011               | Machine Gun Preacher    | Productor Ejecutivo |  |  |  |
| 2012               | Chasing Mavericks       | Productor Ejecutivo |  |  |  |
| 2012               | Playing for Keeps       | Productor           |  |  |  |
| 2013               | Olympus Has Fallen      | Productor           |  |  |  |
| 2014               | The Garden of Last Days | Productor           |  |  |  |
| 2015               | Septembers of Shiraz    | Productor           |  |  |  |
| 2016               | London Has Fallen       | Productor           |  |  |  |
| 2019               | Angel Has Fallen        | Productor           |  |  |  |
| 2019               | Them That Follow        | Productor           |  |  |  |
| (Fuente: IMDb.com) |                         |                     |  |  |  |
|                    |                         |                     |  |  |  |